# Чарлстон (Міссісіпі)
Чарлстон (англ. Charleston) — місто (англ. city) в США, в окрузі Таллагачі штату Міссісіпі. Населення — 1884 особи (2020).

## Географія
Чарлстон розташований за координатами 34°0′28″ пн. ш. 90°3′19″ зх. д. / 34.00778° пн. ш. 90.05528° зх. д. (34.007653, -90.055166).  За даними Бюро перепису населення США в 2010 році місто мало площу 3,52 км², з яких 3,50 км² — суходіл та 0,02 км² — водойми.

## Демографія
Згідно з переписом 2010 року, у місті мешкали 2193 особи в 805 домогосподарствах у складі 526 родин. Густота населення становила 623 особи/км².  Було 920 помешкань (261/км²).
Расовий склад населення:
| - 72,9 % — чорних або афроамериканців - 26,2 % — білих - 0,3 % — азіатів - 0,1 % — корінних американців |

До двох чи більше рас належало 0,5 %. Частка іспаномовних становила 0,3 % від усіх жителів.
За віковим діапазоном населення розподілялося таким чином: 28,3 % — особи молодші 18 років, 55,8 % — особи у віці 18—64 років, 15,9 % — особи у віці 65 років та старші. Медіана віку мешканця становила 35,3 року. На 100 осіб жіночої статі у місті припадало 80,5 чоловіків;  на 100 жінок у віці від 18 років та старших — 76,1 чоловіків також старших 18 років.
Середній дохід на одне домашнє господарство  становив 38 013 долари США (медіана — 26 979), а середній дохід на одну сім'ю — 50 244 долари (медіана — 45 096). Медіана доходів становила 37 188 доларів для чоловіків та 22 692 долари для жінок. За межею бідності перебувало 23,4 % осіб, у тому числі 37,0 % дітей у віці до 18 років та 18,3 % осіб у віці 65 років та старших.
Цивільне працевлаштоване населення становило 441 осіб. Основні галузі зайнятості: освіта, охорона здоров'я та соціальна допомога — 25,9 %, виробництво — 18,6 %, роздрібна торгівля — 10,4 %, публічна адміністрація — 8,4 %.